# Задорино (Костромская область)
Задо́рино — деревня в Парфеньевском муниципальном округе Костромской области России. До 2021 года входила в состав Николо-Поломского сельского поселения.

«Своё название деревня Парфеньевского района получила от прозвища Задора, которое обычно давалось человеку работящему, рьяному, задорному».— От Абабкова до Яшина / Г. И. Воронов. — ГП «Областная типография им. М. Горького», Кострома, 1995.

## География
Деревня находится в центральной части Костромской области, в подзоне южной тайги, на правом берегу реки Нозьмы, на расстоянии приблизительно 15 километров (по прямой) к юго-западу от Парфеньева, административного центра района.
Находится также в непосредственной близости (3 километра) от посёлка Николо-Полома и одноимённой станции железнодорожной линии Буй — Свеча Северной железной дороги.

### Климат
Климат характеризуется как умеренно континентальный, с продолжительной холодной многоснежной зимой и коротким сравнительно тёплым летом. Среднегодовая температура воздуха — 2,6 °C. Средняя температура воздуха самого холодного месяца (января) — −12,5 °C (абсолютный минимум — −47,1 °C); самого тёплого месяца (июля) — 17,4 °C (абсолютный максимум — 36,4 °С). Продолжительность периода активной вегетации растений (выше 10 °C) составляет примерно 120 дней. Годовое количество атмосферных осадков — 611 мм, из которых 445 мм выпадает в период с апреля по октябрь.

### Часовой пояс
Деревня Задорино, как и вся Костромская область, находится в часовой зоне МСК (московское время). Смещение применяемого времени относительно UTC составляет +3:00.

## Экономика
Основными отраслями хозяйства поселения являются заготовка древесины и переработка сельскохозяйственной продукции.

## Знаменитые уроженцы
В Задорине родился известный советский детский писатель Лев Иванович Кузьмин.

## Население
| 1872 | 1907 | 2008 | 2010 | 2014 |
| ---- | ---- | ---- | ---- | ---- |
| 150  | ↗218 | ↘179 | ↘127 | ↗149 |

### Карты
- Вид из космоса (Google maps).
- Деревня Задорино на карте Wikimapia.